# 걸프 아랍어

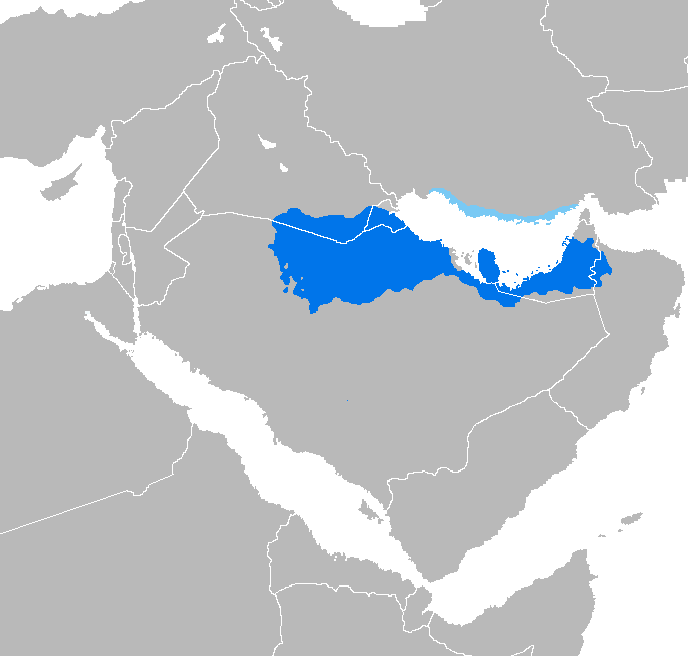

걸프 아랍어(خليجي, Ḵalījī 칼리지)는 페르시아만(아라비아만)에 연한 아라비아반도 동부 지역에서 사용되는 아랍어 방언이다. 오늘날의 사우디아라비아 동부, 쿠웨이트, 바레인, 카타르, 아랍에미리트를 비롯하여 이라크, 오만, 이란의 일부 지역에서도 쓰인다.
걸프 아랍어는 방언 연속체로 이루어져 있으며 흔히 바레인 걸프 아랍어(시아파의 바레인 아랍어와는 구분됨), 에미리트 아랍어, 쿠웨이트 아랍어로 대략 세분된다. 또한 지리적 차이 외에도 유목민(바다위)과 정주민(하다리) 간의 방언 유형 차이가 있다. 총 화자 수는 약 1천만 명 이상으로 추산된다.

## 같이 보기
- 걸프 국가
- 아랍어의 변종
- 아라비아반도 아랍어